# Вітя Глушаков — друг апачів
«Вітя Глушаков — друг апачів» (рос. «Витя Глушаков — друг апачей») — радянський художній фільм 1983 року режисера Геральда Бежанова з Леонідом Куравльовим в головній ролі.

## Сюжет
Школяр Вітя Глушаков захоплюється книгами і фільмами про індіанців і пише про них повість. Захоплюючись, він переноситься в свій вигаданий світ і захищає корінне населення Північної Америки від безжальних колонізаторів. Якось раз Вітя заплатив кондуктору автобуса штраф за безквиткового алкоголіка Аркадія. Між школярем і самотньою людиною зав'язується дружба. Дядя Аркадій представляється батьком Віті і відвідує батьківські збори в школі, допомагаючи Віті зміцнити авторитет в класі і захищає Вітю від хулігана Томіліна. Під впливом Віті і його шкільної подруги Ніни Скворцової Аркадій кидає пити і влаштовується на роботу.

## У ролях
- Андрій Юріцин —  Вітя Глушаков
- Леонід Куравльов —  дядько Аркадій
- Катерина Симонова —  Ніна Скворцова
- Володимир Лізунов —  «дубина Том» — Петька Томілін
- Ігор Ясулович —  Петро Сергійович Глушаков, батько Віті
- Євгенія Сабельникова —  мама Віті
- Галина Польських —  Клавдія Матвіївна, мама Ніни
- Михайло Кокшенов —  Олексій Томілін, батько Петьки
- Віктор Іллічов —  Геннадій Степанович, учитель праці
- Роман Долгов —  Коля Захаров
- Дмитро Жучков —  Гнат Медведєв
- Лев Перфілов —  вантажник
- Анатолій Ведьонкін —  вантажник в картатому
- Микола Парфьонов —  електромонтер
- Євгенія Ханаєва —  Кіра Іванівна, начальниця Вітіного батька
- Ганна Варпаховська —  Ірина Василівна, вчителька математики
- Валентина Березуцька —  контролер в автобусі
- Станіслав Міхін —  мужик в черзі в пункті прийому склотари
- Галина Самохіна —  член батьківського комітету
- Володимир Піцек —  дід в черзі
- Олександра Данилова —  тітка в черзі
- Світлана Коновалова —  тітка в черзі
- Любов Калюжна —  бабка в черзі
- Любов Соколова —  тітка в черзі
- Олександра Харитонова —  тітка в черзі
- Антоніна Кончакова —  тітка в черзі
- Ірина Мурзаєва —  бабка в черзі
- Лідія Драновська —  тітка в черзі
- Зоя Ісаєва —  тітка в черзі
- Світлана Швайко —  член батьківського комітету
- Місце Іраїда Лихачова —  епізод

## Місце зйомок
Фільм знято у Дніпропетровську. Зафіксовано проспект Карла Маркса, парк ім. Чкалова, Російський драматичний театр імені Горького й стадіон "Метеор", де, герой Куравлева косить траву під співи Алли Пугачової, також фільм знімали в селі Волоське — дуже чудові пейзажі, балки, яри.

## Знімальна група
- Автори сценарію:  Анатолій Ейрамджан,  Геральд Бежанов
- Режисер-постановник:  Геральд Бежанов
- Оператор-постановник:  Сергій Зайцев
- Художник-постановник: Валентин Поляков
- Композитор:  Володимир Рубашевський